# Universidad de San Buenaventura
La Universidad de San Buenaventura es una universidad privada, sujeta a inspección y vigilancia por medio de la Ley 1740 de 2014 y la ley 30 de 1992 del Ministerio de Educación de Colombia. Coloquialmente es conocida como La "SanBuena" o por sus iniciales: La USB. Fue fundada en 1708 por los franciscanos y es regentada por la Provincia Franciscana de la Santa Fe de Colombia. Su sistema universitario comprende: la sede principal junto con la oficina de la rectoría general (Av. Carrera 9 n.º 123-76 Of. 602-603), en Bogotá y las seccionales de Cali, Medellín, y Cartagena de Indias. Así mismo, oferta programas en las ciudades de Armenia e Ibagué.  Es miembro de la Asociación Colombiana de Universidades (ASCUN) y de la Asociación Universitaria Iberoamericana de Postgrado (AUIP).  En el año 2017, el Ministerio de Educación de Colombia le otorgó la acreditación institucional de alta calidad por un término de cuatro años.

## Historia
La Universidad de San Buenaventura nació en Santafé de Bogotá, como Colegio de San Buenaventura. Deriva su nombre de San Buenaventura, quien trató de unir el conocimiento de la ciencia con la difusión del Evangelio. Fue fundada por la Orden Franciscana conforme al Decreto Especial del Definitorio Provincial de los franciscanos de 1688, por el cual se determinó "Que en Santa Fe, se erigiese y formase un Colegio con título excelso doctor San Buenaventura". Su dirección y construcción estuvo a cargo de Fray Diego Barroso en 1708.
Con fecha de 4 de marzo de 1715, Fray José Sanz, comisario general de Indias, firmó en Madrid (España) el decreto por el cual se erigía en Santa Fe de la Nueva Granada el Colegio de San Buenaventura, para la enseñanza de las disciplinas universitarias de entonces, a saber: Artes, Filosofía, Teología. Más tarde, el 15 de octubre del mismo año de 1715, el mencionado comisario general de Indias daba licencia para que, además de dos lectores de Teología (de costumbre en los estudios generales de la orden), se instituyera un tercero. Finalmente el capítulo general de la orden franciscana, reunido en Valladolid, aprobó oficialmente el Colegio Mayor de San Buenaventura, de la Nueva Granada, y le dio su sanción jurídica definitiva, con fecha del 9 de junio de 1740.

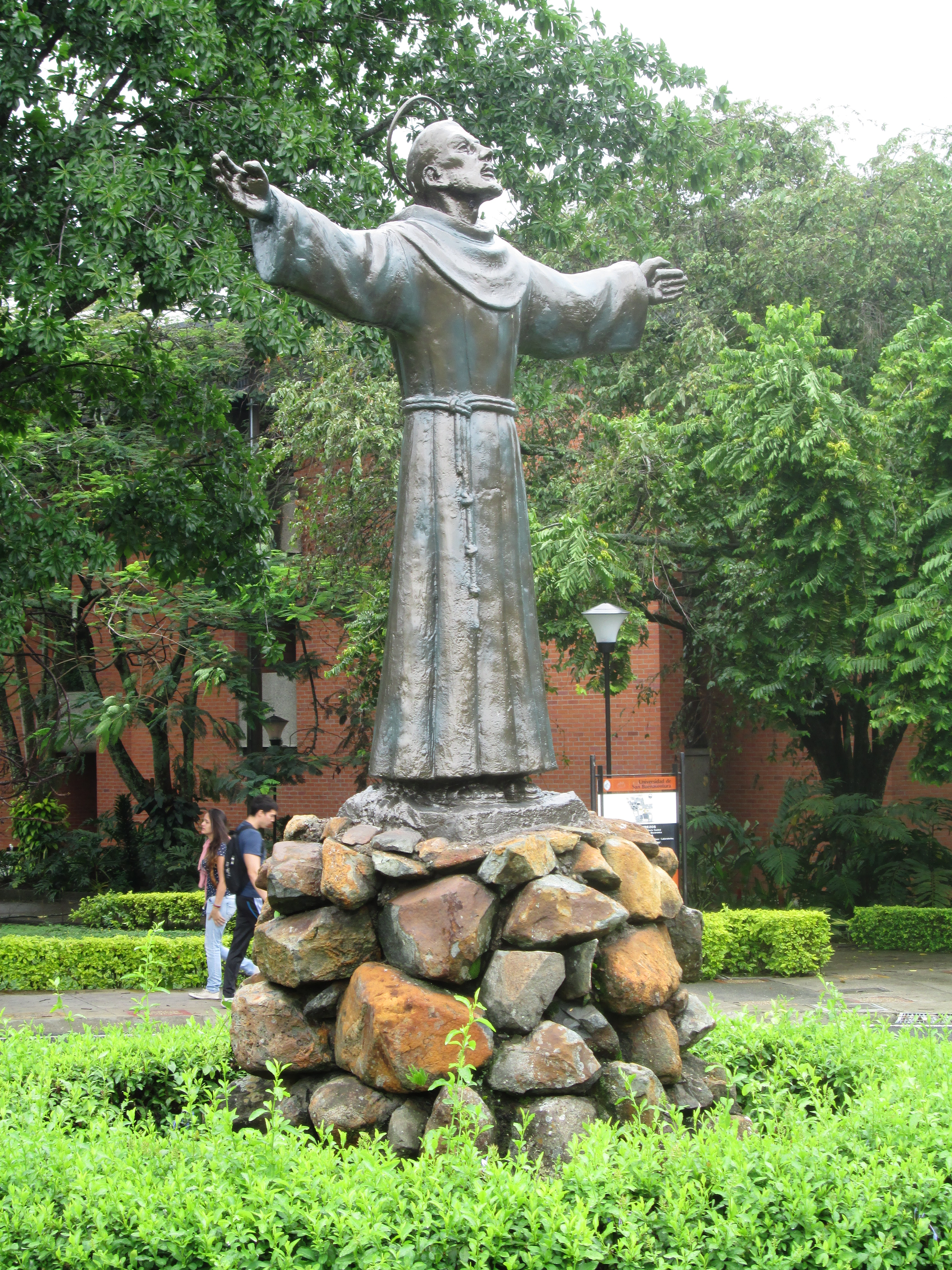
Escultura de San Francisco de Asís en el campus de la seccional Cali

Un poco más tarde, el 19 de septiembre de 1747, fue reconocido y aprobado civilmente, y le fue concedida la facultad de otorgar grados académicos, mediante Cédula Real firmada por el Rey Fernando VI en el Buen Retiro de Madrid, en una forma tal que, —como lo dice la misma cédula— debían reconocerse "a los estudiantes seculares los recursos que legítimamente constare para la obtención de sus respectivos grados, en las Universidades de aquellos Reinos". De esta suerte, la institución vino a ser un verdadero centro universitario a los 32 años de su establecimiento, constituyendo hoy en Colombia uno de los más antiguos del país junto con la Universidad Santo Tomás, el Colegio Mayor del Rosario y la Universidad Javeriana.
El 5 de noviembre de 1861 fue clausurado el antiguo Colegio Mayor de San Buenaventura por orden de Tomás Cipriano de Mosquera, quien ordenó la extinción de las comunidades religiosas en todo el territorio colombiano. Un siglo más tarde, en 1961, el Colegio fue restaurado con la Facultad de Filosofía, mediante el Acuerdo n.º 16 del 14 de junio y ratificado por el Decreto 2892 de 1964.
En 1973 las directivas solicitaron el cambio de nombre por el de Universidad de San Buenaventura, solicitud que fue aceptada y ratificada el mismo año. Dos años después, en 1975, fue reconocida como "fundación sin ánimo de lucro, administrada desde su origen por la Provincia Franciscana de la Santa Fe de Colombia, que mediante la actividad formativa contribuye al fomento y desarrollo de la educación colombiana". En los últimos años, ha extendido su acción a tres importantes ciudades colombianas en las que ha abierto seccionales: Medellín, Cali y Cartagena.

### Sede Bogotá
La sede se instala inicialmente (como colegio Mayor) en el Convento Máximo de la Purificación San Francisco, luego, en octubre de 1919, se inaugura oficialmente la casa de estudios de la Provincia en la Porciúncula (calle 73 n.º 10 – 45). Tiempo después, este espacio acogió la primera sede después de la restauración como centro universitario. Este reinicio de actividades se dio inicialmente con la Facultad de Filosofía, después con la resolución 0510 de 1973 y en 1974 se obtuvieron las licencias ante el ICFES para la apertura de programas en las áreas de Educación Preescolar, Educación Primaria y Administración Educativa.  La permanencia de la Universidad en esta sede de la Porciúncula se dio hasta los años 90, momento en que se traslada a su campus actual ubicado en la localidad de Usaquén carrera 8h N 172-20 .

### Seccional Medellín
Su creación se da desde el Consejo Directivo del Colegio Mayor de San Buenaventura con sede en Bogotá, en 1965; un año después, por medio de la Providencia n.º 81487 del 29 de noviembre, se autorizó la apertura del Instituto de Ciencias Socio – Familiares, con sede en el convento franciscano de San Benito, e inició labores propiamente en 1966, aunque la celebración oficial de este acontecimiento se celebró el 27 de febrero de 1967. En 1989, se compró el terreno en el barrio Salento del municipio de Bello, teniendo como base un auxilio monetario que la Asamblea Departamental asignó a la Universidad con tal propósito.

### Seccional Cali
Se crea mediante el Acuerdo n.º 100 del 6 de octubre de 1969 expedido por el Consejo de Gobierno de la Universidad de San Buenaventura. Comenzó actividades en 1970 con seis programas de pregrado inscritos en tres Facultades: Contaduría, Derecho y Educación. Esta última ofrecía cuatro programas: Educación Primaria, Historia-Filosofía; Español-Literatura y Matemáticas-Física. Su primera sede en Cali fue en las instalaciones del Convento de San Joaquín, conocido como Convento de San Francisco, en el centro de la ciudad.  En 1972 la Comunidad cede a la Universidad en Cali las instalaciones donde funcionó su Seminario ubicado en La Umbría sector de Pance y para 1980 la Universidad traslada todos sus programas y ofcinas a esta sede. 

### Seccional Cartagena
Esta seccional inicia el 24 de junio de 1985, fecha en que se inauguró el Centro Regional a Distancia de la sede en Bogotá. A partir de esta experiencia, el Consejo Máximo autorizó la creación de una seccional en Cartagena, siendo aprobado el 20 de mayo de 1987, a partir de lo cual se inician los trámites respectivos. Cuatro años después, el 5 de septiembre de 1991, el ICFES aprobó el estudio de factibilidad presentado por la Universidad, para la creación de una seccional y autorizó su funcionamiento. Esto se materializa con su inauguración realizada el 26 de noviembre de 1992. Posteriormente, las labores académicas comenzaron el 2 de febrero de 1993 con sus primeros programas: Ingeniería de Alimentos e Ingeniería Química.

## Símbolos

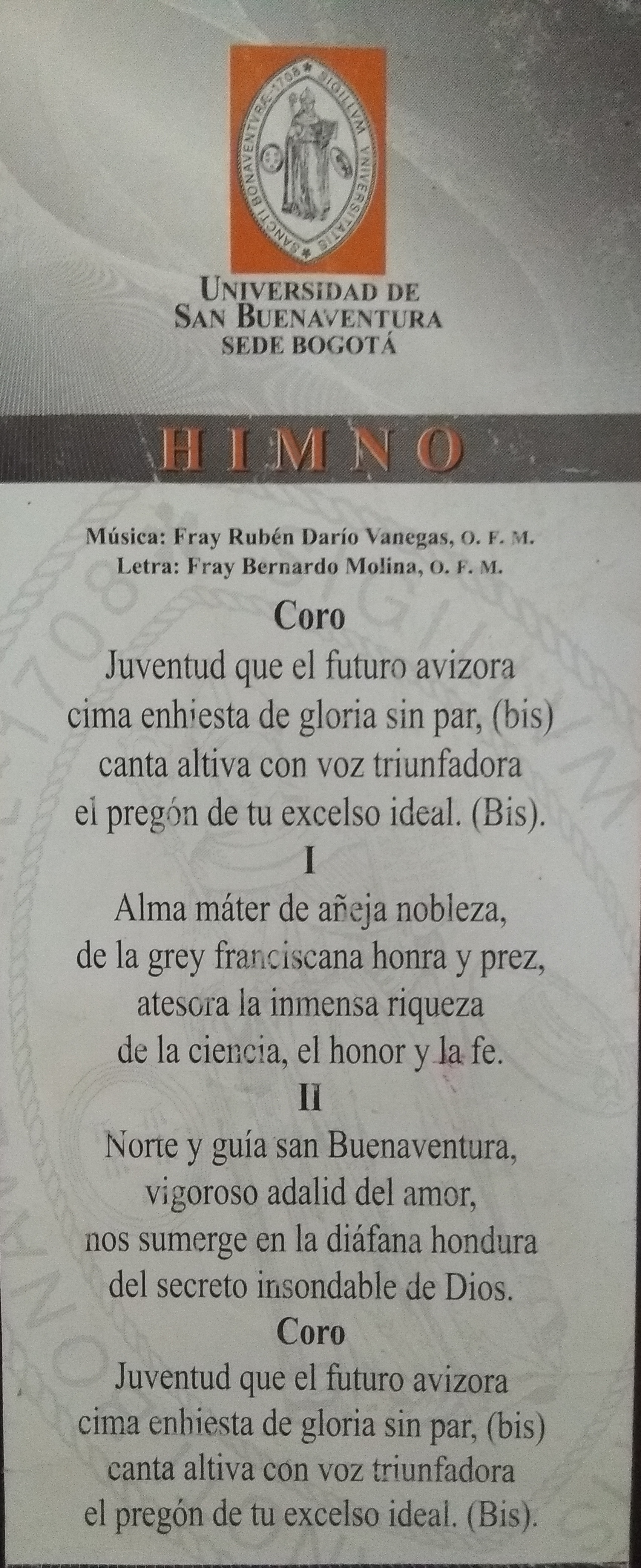
Letra del himno junto con el escudo de la Universidad de San Buenaventura.

- Sello. Está basado en el que usaba el Colegio Mayor de San Buenaventura durante todo el siglo XVIII y parte del XIX. Tiene forma oval, la figura central es la imagen de San Buenaventura, representado de pie con su hábito y cordón franciscano, cubierto por la capa magna. En la mano izquierda sostiene un libro abierto que puede ser representado como el Evangelio. Al lado derecho de la imagen aparece un círculo semiovalado con cinco gotas de sangre que representan las llagas de San Francisco de Asís. Al lado izquierdo de la imagen aparece el cápelo, sombrero de alas y de color escarlata símbolo de la dignidad cardenalicia.

- Colores. Son el negro para el sello y el naranja para el rectángulo que lo enmarca, dejando una reserva de color blanco al interior del óvalo del sello. Estos se expresan en su bandera, compuesta por dos franjas de iguales dimensiones. La mitad superior en color naranja y la mitad inferior color negro. El primer color significa juventud, vigor, energía. El segundo, sobriedad, austeridad, elegancia.

- La Cruz Tau. San Francisco de Asís eligió del alfabeto hebreo, la letra Tau, símbolo de su vida y vocación porque en su forma de cruz, veía el signo de redención. La cruz Tau fue su rúbrica; con la Cruz Tau marcó los lugares que habitaba, con la cruz Tau suscribía sus cartas. Es por esto que los franciscanos al compartir la cruz Tau, proclaman, unidos al fundador, el gozo del mensaje cristiano.
- Himno: La letra fue compuesta por Fray Bernardo Molina, OFM, y la música estuvo a cargo de Fray Rubén Darío Vanegas, OFM

## Sedes
| Sede y seccionales                        | Año de fundación |
| ----------------------------------------- | ---------------- |
| Universidad de San Buenaventura Bogotá    | 1961             |
| Universidad de San Buenaventura Medellín  | 1967             |
| Universidad de San Buenaventura Cali      | 1970             |
| Universidad de San Buenaventura Cartagena | 1992             |

### Sede Bogotá
Desde los años 90 se traslada a su campus actual ubicado en la Carrera 8H n.º 172-20
. El campus cuenta con 51.240m2 que albergan la capilla San Damian, la biblioteca fray Alberto Montealegre González, los edificios fray Duns Scotto (en donde se ubica el Auditorio San Francisco de Asís), fray Diego Barroso, fray Pedro Simón, Guillermo de Ockham, fray Roger Bacon (hangar) y el polideportivo fray Fernando Garzón Ramírez. Esta infraestructura se complementa con canchas de tenis, fútbol, básquetbol, voleibol, y parqueadero vehicular, para motos y cicloparqueaderos. Así mismo, a las afueras del campus se encuentran el Centro de Atención Psicológica fray Eloy Londoño y el Consultorio Jurídico y el Centro de Conciliación.

### Seccional Medellín
Cuenta con una sede en el convento franciscano de San Benito de 26.033m2, junto con el campus ubicado en el barrio Salento del municipio de Bello de 38.079m2. A esto se suma las instalaciones de extensión en Armenia con 1,270m2 y de Ibagué que cuenta con 1,100m2.

### Seccional Cali
El campus de la seccional se encuentra en La Umbría sector de Pance. Su extensión es de 260.200 metros cuadrados, que contiene canchas de tenis, fútbol, básquetbol, voleibol, piscina olímpica, parqueaderos, moderna infraestructura tecnológica y más de 85.000 metros cuadrados de construcciones para la academia distribuidos en los edificios Horizontes (antiguo bloque A), nombre dado por la vista panorámica que se tiene desde allí de la ciudad de Cali; Los Cerezos (antiguo bloque B), por las plantaciones de árboles de cerezos que le rodean; Las Palmas (antiguo bloque C), en referencia a las tres palmas zanconas que marcan el ingreso a la edificación; Farallones (antiguo bloque D), por la vista que desde allí se tiene de los Farallones de Cali; y la capilla, que no tenía un nombre asignado, pasó a llamarse Capilla Jesucristo, El Maestro. También cuenta con el Parque Tecnológico, ubicado en el costado suroriental del campus, el cual tiene un área total a construir de 9.245 m², desarrollada en dos torres, una de cuatro pisos y otra de tres pisos. La primera etapa (4.107 m²) ya está ejecutada en su totalidad y la segunda etapa (5.138 m²), está en proyecto de ejecución.

### Seccional Cartagena
Esta seccional cuenta con un campus de 51.963m2 ubicado en la calle Real de Ternera n.º 30-966 

## Pregrados
| Sede Bogotá                                                 | Sede Bogotá          | Sede Bogotá               | Sede Bogotá              | Sede Bogotá                        | Sede Bogotá                   | Sede Bogotá                | Sede Bogotá                             | Sede Bogotá                          | Sede Bogotá                                           |
| ----------------------------------------------------------- | -------------------- | ------------------------- | ------------------------ | ---------------------------------- | ----------------------------- | -------------------------- | --------------------------------------- | ------------------------------------ | ----------------------------------------------------- |
| Administración de Empresas                                  | Ciencia Política     | Contaduría Pública        | Derecho                  | Ciencia Política                   | Profesional en lengua Inglesa | Ingeniería Aeronáutica     | Ingeniería Electrónica                  | Ingeniería Mecatrónica               | Ingeniería Multimedia                                 |
| Ingeniería de Sistemas                                      | Ingeniería de Sonido | Licenciatura en Filosofía | Licenciatura en Teología | Licenciatura en Educación Infantil | Psicología                    | Relaciones Internacionales | Tecnología en Automatización Industrial | Tecnología en Desarrollo de Software | Tecnología en Contabilidad y Finanzas Internacionales |
| Tecnología en Producción de Audio para Medios Audiovisuales |                      |                           |                          |                                    |                               |                            |                                         |                                      |                                                       |

| Seccional Medellín         | Seccional Medellín   | Seccional Medellín       | Seccional Medellín                             | Seccional Medellín                           | Seccional Medellín                 | Seccional Medellín                             | Seccional Medellín                       | Seccional Medellín                    |
| -------------------------- | -------------------- | ------------------------ | ---------------------------------------------- | -------------------------------------------- | ---------------------------------- | ---------------------------------------------- | ---------------------------------------- | ------------------------------------- |
| Administración de Negocios | Arquitectura         | Contaduría Pública       | Derecho                                        | Diseño Industrial                            | Ingeniería Ambiental               | Ingeniería Electrónica                         | Ingeniería Industrial                    | Ingeniería Multimedia                 |
| Ingeniería de Sistemas     | Ingeniería de Sonido | Negocios Internacionales | Licenciatura en Educación Artística y Cultural | Licenciatura en Educación Física y Deportiva | Licenciatura en Educación Infantil | Licenciatura en Educación Preescolar (Armenia) | Psicología (Medellín) (Armenia) (Ibagué) | Tecnología en Entrenamiento Deportivo |

| Seccional Cali                      | Seccional Cali        | Seccional Cali                        | Seccional Cali                   | Seccional Cali                     | Seccional Cali                                 | Seccional Cali                        | Seccional Cali                      |
| ----------------------------------- | --------------------- | ------------------------------------- | -------------------------------- | ---------------------------------- | ---------------------------------------------- | ------------------------------------- | ----------------------------------- |
| Administración de Negocios          | Arquitectura          | Contaduría Pública                    | Derecho                          | Diseño de Vestuario                | Economía                                       | Gobierno y Relaciones Internacionales | Ingeniería Agroindustrial           |
| Ingeniería Electrónica              | Ingeniería Industrial | Ingeniería Multimedia                 | Ingeniería de Sistemas           | Licenciatura en Educación Infantil | Licenciatura en Literatura y Lengua Castellana | Psicología                            | Mercadeo y Negocios Internacionales |
| Finanzas y relaciones internacional | Ingeniería Biomédica  | Ciencias Culinarias de la Gastronomía | Licenciatura en Educación Física |                                    |                                                |                                       |                                     |

| Seccional Cartagena         | Seccional Cartagena        | Seccional Cartagena                                     | Seccional Cartagena                                | Seccional Cartagena                                      | Seccional Cartagena | Seccional Cartagena                                       | Seccional Cartagena                                                        |
| --------------------------- | -------------------------- | ------------------------------------------------------- | -------------------------------------------------- | -------------------------------------------------------- | ------------------- | --------------------------------------------------------- | -------------------------------------------------------------------------- |
| Administración del Comercio | Administración de Negocios | Arquitectura                                            | Bacteriología                                      | Contaduría Pública                                       | Derecho             | Fisioterapia                                              | Fonoaudiología                                                             |
| Ingeniería Multimedia       | Ingeniería Química         | Licenciatura en Educación Física, Recreación y Deportes | Licenciatura en Educación para la Primera Infancia | Lic. en Lenguas Modernas con Énfasis en Inglés y Francés | Psicología          | Técnica profesional en la Producción Multimedia (virtual) | Tecnología profesional en la Gestión de la Producción Multimedia (virtual) |

## Doctorados
| Sede Bogotá                                         | Seccional Medellín                    | Seccional Cali                                                |
| --------------------------------------------------- | ------------------------------------- | ------------------------------------------------------------- |
| Doctorado Humanidades. Humanismo y Persona          | Doctorado en Ciencias de la Educación | Doctorado en Educación                                        |
| Doctorado en Neurociencia Aplicada y Comportamiento | Doctorado en Psicología               | Doctorado en Psicología                                       |
|                                                     |                                       | Doctora en Derecho                                            |
|                                                     |                                       | Posdoctorado en Alta Investigación en Educación Intercultural |

## Proyección Social

### Sede Bogotá
Se destaca el Centro de Atención Psicológica Fray Eloy Londoño, que desde 1999 (a 2017) ha realizado 28.700 consultas y 6.000 talleres de entrenamiento en habilidades específicas con población de bajos recursos. También, el Consultorio Jurídico y el Centro de Conciliación que desde 2012 hasta 2017 ha asesorado a más de 2500 usuarios.

### Seccional Cali
La seccional interactúa con la sociedad en distintos espacios como el Centro de Desarrollo Comunitario de Siloé, que realiza labores interdisciplinarias en educación formal - preescolar, asesoría psicopedagógica a las familias, educación de adultos, así como educación no formal y acompañamiento comunitario. El Consultorio Jurídico; el Centro de Conciliación, Arbitraje y Amigable Composición.

## Editorial Bonaventuriana
Su propósito principal es fomentar la producción intelectual de los profesores y favorecer los medios para la difusión del conocimiento que generan en sus actividades investigativas, de docencia y de extensión. Esta dependencia se consolida por medio de la Resolución de Rectoría General n.º 321 del 7 de marzo de 2012, en la que contempla la creación del Consejo Editorial Bonaventuriano, máxima instancia directiva de la labor editorial en la universidad; se crea el cargo de editor general, que de manera general desarrolla las funciones de dirección y ejecución de las políticas y procesos editoriales en la Universidad, de las coordinaciones editoriales y los comités editoriales que funcionan en Bogotá, Cali, Cartagena y Medellín.

## Medios

#### UsbRadio
https://embed.radio.co/player/b202697.html?popoutEmisora virtual de la sede Bogotá. En su programación se encuentra todo tipo de música, desde Salsa hasta Hard rock y también tiene espacios informativos acerca de las actividades que se realizan dentro del campus.

#### Buena Ventura Radio (790AM)
Programa radial de la seccional Medellín que se transmite en Múnera Eastman Radio 790AM. En este espacio se difunden noticias de la seccional junto con diversos asuntos de proyección social, formación académica, investigación y bienestar.